# Care Bears: Adventures in Care-a-lot
Care Bears: Adventures In Care-a-Lot (no Brasil e em Portugal: Ursinhos Carinhosos: Aventuras na Terra do Carinho) foi uma série de animação canadense-americana da franquia Care Bears, criada por Thomas D.Hart foi produzida pela SD Entertainment. Estreou em 15 de setembro de 2007 e terminou em 6 de dezembro de 2008, é baseado nos personagens criados pela American Greetings e na série de 1985.

## Sinopse
A Série se passa na terra do carinho, onde moram os Ursinhos Carinhosos, em cada episódio eles ensinam o valor da amor, da amizade, da fidelidade e a compartilhar felicidades uns com os outros e eles sempre tentam superar as maldades do Ursinho Roncador.

## Personagens

### Principais
- Ursinha Animadinha: (Cheer Bear) É a lider da turma sendo bastante otimista e muito inteligente, é cravo rosa e tem na barriga um arco-íris.
- Ursinho Sol: (no original Funshine Bear) Sendo o mais divertido e energético da turma ele sempre diverte seus amigos com suas brincadeiras, é amarelo sol e tem na barriga um sol.
- Ursinha Generosa: (no original Share Bear) Adora compartilhar e dividir tudo com seus amigos inclusive tem um jardim que é bastante visitado e prestigiado, é lilás e tem na barriga dois pirulitos (azul e púrpura com coração branco no centro) cruzados.
- Ursinho Zangadinho: (no original Grumpy Bear) É bem rabugento e capaz de se irritar com qualquer coisa, inclusive com as trapalhadas do Ursinho Trapalhão, mas é bem mais calmo, adora inventar coisas, é  azul anil tem na barriga uma nuvem de chuva com pingos de coração.
- Ursinho Trapalhão: (no original Oopsy Bear) É o mais desajeitado e engraçado da turma, sempre que tenta ajudar alguém e comete uma trapalhada, sempre diz a frase "Que Trapalhada", é verde claro, é o único Ursinho Carinhoso que não tem um símbolo de barriga sendo que ele mesmo o desenha com giz de cera, sua preferida é uma estrela cadente com uma cauda de arco-íris.

### Vilões
- Ursinho Roncador: (no original Grizzle) é o Vilão principal do seriado (substituindo Coração Gelado), é malvado e egoísta que tenta acabar com todo o amor e as brincadeiras que existem na terra do carinho, inclusive com as cores, é marrom e tem corpo feito de metal fazendo parecer uma espécie de armadura, quando está sem ela, ele é pequeno, fazendo referência ao Cyborg do Os Jovens Titans em Ação.

### Recorrentes
- Carrapeta: (no original Wingnut, dublado por Nathan Wallace) É um robô que foi criado pelo Ursinho Roncador com o objetivo de  destruir os Ursinhos Carinhosos mas logo o Ursinho Zangadinho acabou fazendo ele se torna do bem com uma parte do colar de coração da Ursinha Generosa.
- Ursinho do Meu Coração: (no original Tenderheart Bear, dublado por Matt Hill) Adora brincar e compartilhar com seus amigos Ursinhos, é laranja bronze e tem na barriga um coração.
- Ursinha Harmoniosa: (Harmony Bear, dublada por Andrea Libman) Ela adora cantar e dançar e põe todo mundo pra dançar com suas músicas animadas, é violeta e tem em sua barriga uma flor com pétalas coloridas com uma cara sorridente.
- Ursinha Sincera: (True Heart Bear, dublada por Stevie Vallace) Ela é a mais sensível dos Ursinhos Carinhosos, trabalha na biblioteca da terra do carinho, é rosa pastel e tem na uma estrela colorida com um coração no centro.
- Ursinha dos Desejos: (Wish Bear, dublada por Chiara Zanni) Ela é capaz de realizar os desejos dos Ursinhos, é turquesa e tem na barriga uma estrela-cadente
- Ursinho do Meus Sonhos: (Bedtime Bear, dublado por Richard Ian Cox) Adora dormir e gosta de dormir em tudo que é lugar e sempre está com cara de sono, é ciano e tem na barriga uma meia-lua com estrela
- Ursinha Surpresa: (Suprise Bear, dublada por Kelly Sheridan) Adora fazer surpresas, é roxa ametista e tem na barriga uma caixa com uma estrela saindo dela.
- Ursinha Amorosa: (Love-a-Lot Bear. dublada por Terri Hawkes) Como o próprio nome já diz ela é amorosa e demonstra ter paixão por qualquer coisa bonita e alegre, é magenta e tem na barriga um dois corações (um coração vermelho e um rosa)
- Ursinho Boa Sorte: (Good Luck Bear, dublado por Samuel Vicent) Ele faz poucas aparições no seriado, ele é capaz de trazer boa sorte, inclusive chegou ajudar o Ursinho Trapalhão, é verde e tem na barriga um trevo de quatro folhas
- Ursinho Amigo: (Amigo Bear, dublado por Samuel Vicent) É o sorveteiro da terra do carinho e tem sotaque mexicano, é vermelhão e tem na barriga uma com pétalas de coração e uma espiral laranja.
- Ursinha Melhor Amiga: (Best Friend Bear) Ela só fez uma única aparição no episódio a "A Sorte do Ursinho Trapalhão", é violeta e tem na barriga uma estrela e um coração segurando um arco-íris
- Ursinha Risonha: (Laught-a-Lot Bear) Ela faz poucas aparições no seriado, é laranja e tem barriga uma estrela
- Ursinha Amiga: (Friend Bear) Ela faz poucas aparições no seriado, é âmbar e tem na barriga duas Margaridas com caras sorridentes, é possível ter uma semelhança com o Ursinho Amigo, por causa das cores e dos nomes
- Ursinho Campeão: (Champ Bear) Ele faz poucas aparições no seriado, é azul real e tem na barriga um troféu com coração.
- Ursinha Coraçãozinho: (Hugs Bear) é uma Ursinha Carinhosa Bebê, é rosa clara e tem na barriga um coração com uma estrela o centro
- Ursinho Sonho: (Tugs Bear) é um Ursinho Carinhoso Bebê, é azul-celeste e tem na barriga um paninho segurando uma estrela

## Dublagem
| Personagens        | Original            | Dublador         |
| ------------------ | ------------------- | ---------------- |
| Ursinha Animadinha | Tabitha St. Germain | Giulia de Brito  |
| Ursinho Sol        | Ian James Corlett   | Vagner Fagundes  |
| Ursinha Generosa   | Tracey Moore        | Bianca Tadini    |
| Ursinho Zangadinho | Scott McNeil        | Marcelo Campos   |
| Ursinho Trapalhão  | Ashleigh Ball       | Matheus Ferreira |
| Ursinho Roncador   | Mark Oliver         | Affonso Amajones |

- Vozes Adicionais: Layra Campos, Adriel Campos, Bruno Dias, Samira Fernandes, Bruno Mello, Matheus Moreira, Priscila Franco, Diego Lima
- Estúdio de Dublagem: TV Group Digital Brasil Ltda
- Mídia: TV Paga (playhouse Disney, Disney Junior, rede globo) DVD
- Direção de Dublagem: Melissa Garcia, Marcelo Campos
- Tradução: Juçara Caldarone